# ライス (お笑いコンビ)
ライスは、吉本興業（東京本社）所属のお笑いコンビ。2003年結成。NSC東京校9期生。キングオブコント2016王者。

## メンバー
関町 知弘（せきまち ともひろ、1983年3月2日 - ）（42歳）
ボケ（ネタ次第でツッコミ）担当、立ち位置は向かって右。
東京都渋谷区恵比寿出身。東海大学付属高輪台高等学校卒業、東海大学文学部アジア文明学科中退。しかし退学届を提出した田所と違い、関町は復学の可能性を残すため休学届を提出したという。
身長176cm、体重75kg。血液型O型。兄がいる。ピン芸人としての別名は『42.19関町』。
眼鏡を着用しており、六角精児や山田花子に風貌が似ている。2012年度の「吉本ブサイクランキング」で8位にランクイン。
実家が恵比寿にあり、かなりの都会っ子。しかし幼少期の頃の恵比寿はまだ再開発前で、現在のような高級住宅地ではなく下町の香りを残していた。「恵比寿にいるおしゃれな人は全員地方から来た人」と語っている。
実母は白金で40年間理容室を営んでいたが、2020年に閉店した。祖母は福島県只見町出身。
単独ライブ「カヴィ」の前に散髪し、その模様を近藤裕希（元バース、現在は引退）が写真を添えてTwitterに投稿したところ、ついっぷるの話題の画像ランキングにて9位にランクインした（最高順位は8位）。
頭を叩いて曲を演奏する特技を持っている。『有吉の壁』（日本テレビ）のコーナーにて披露したが、MCの有吉弘行にいともたやすくパクられてしまった。
「ハンドルを持つと性格が変わる」と言われており、スピード狂になる。
お笑いイベント『言語遊戯王』にて山里亮太（南海キャンディーズ）から「手芸部のブス」というキャッチフレーズを付けられた。そのライブの登場の際にはキャッチフレーズの前に「放課後、気づいたらアイツのイニシャルを刺繍していた…」というナレーションまで付けられていた。
とにかく狡く、関町のコス芸をコスラッチともいう。コス芸の例として「眼鏡を自分でずらす」「舞台に出るときこける」などがあげられる。

池田一真 （しずる）、児玉智洋（サルゴリラ）、向井慧（パンサー）と仲が良い。
電気グルーヴの大ファンで、単独ライブなどで電気グルーヴの曲をSEとして使ったことがある。
2012年11月2日、前月29日に一般女性と結婚していたことを発表した。相手は妊娠5か月であることも公表している。
2013年3月5日、第1子となる男児が誕生した。
2015年6月14日、第2子となる女児が誕生した。
田所 仁（たどころ じん、1982年10月28日 ‐ ）（42歳）
ツッコミ（ネタ次第でボケ）・ネタ作り担当、立ち位置は向かって左。
東京都大田区蒲田出身。東海大学付属高輪台高等学校卒業、東海大学文学部文明学科中退。
身長171cm、体重70kg。血液型B型。兄がいる。ピン芸人としての別名は『ジン田所ジン』。
滑舌が悪く、特にラ行が上手く発音できない。よって特に酷いクリームブリュレは「くいーむぶゆえ」になってしまい、「クリームブリュレは一生頼めない」とコメントしている。
滑舌の悪さの他に手足の短さや腕を捲る、肩を揺らして笑うなどの癖をイジられることがある。運動音痴であり、『アメトーーク!』（テレビ朝日）の「運動神経悪い芸人」にも出演した。
松橋周太呂（元ジューシーズ）と「テーマパーク坊や」という団体を組んでいる。
栗山直人（元アームストロング）と「プライベート」というトークライブを開催している。
松橋周太呂、菅良太郎（パンサー）と「趣味人」というライブを行っている。
「プロデューサーX」というユニットに所属している
イラストを描くのが得意で、単独ライブのブリッジVTR・Tシャツデザインや、神保町花月のフライヤーのデザインを手がけたことがある。
未確認生物やオーパーツに興味があり、怪談が得意。好きな漫画は『ジョジョの奇妙な冒険』『シティーハンター』『ろくでなしBLUES』。
『言語遊戯王』にて山里から「北関東のゲーマー」というキャッチコピーをつけられた。
神保町花月で脚本や演出を務めることがある。また、根本宗子に脚本を提供した経験もある。
俳優の上川隆也に似ているという理由でテレビ出演することもある。
映画鑑賞が好き。『ゴッドファーザー』や『アビス』が高校生の頃から気に入っている。相方・関町からお勧めの映画を聞いて観たり、コンビで『東京タワー 〜オカンとボクと、時々、オトン〜』の試写会に行ったこともある。
実家はリサイクルショップを営んでいる。
ネタ作りの元となるものは映画・漫画・ゲームなどらしく、ネタは風呂に入っているときに思いつくらしい。
2023年3月より「ブックライブ」にて、田所が原作を担当し、海野悠が作画を務める漫画『異世界蒲田』が配信されている。
2025年5月、一般女性と結婚。同月23日に地元・西蒲田の広報誌で発表した他、6月1日にはJR蒲田駅西口商店街の大型ビジョンでも結婚発表動画を流していたというが、拡散はされず、相方の関町にも気づかれることがなかった。6月18日に、ラジオアプリGERAの冠番組『ライスのミラクルビュッフェ』の中で改めて発表した。

## 来歴
高校時代の同級生で結成されたコンビ。クラスの人気者だった関町に、人見知りで友達が少なかった田所が近づいたことをきっかけに仲良くなった。現在でも電車で隣同士の席に座ったり、2人で映画に行くのも気にならないほど仲が良い。
高校卒業後はコンビ『ピンクホール』を組み、ホリプロのオーディションに参加し合格。しかし進学等を理由として最終的にホリプロへ所属することはなかった。だが芸人への道を諦めきれなかったため、大学在学中にNSCへ入学。コンビ名を現在のものに改めてNSC東京校9期生となる。
NSCではネタを50本以上作り、選抜コースの常連だった。当時講師であった渡辺鐘（元ジャリズム）にも「ネタが完成されていた。売れると思った」と絶賛された。
2011年12月28日、「ing! to2012 ～iNFINITY nEXT gENERATION～」内で発表された「2012年 ブチかますing芸人」にて3位を獲得。その後行われた記者会見で、3位という高順位にも拘らず2012年1月に7連休があることが明らかになった。
2016年10月2日、キングオブコント2016においてジャングルポケット、かまいたちらを抑えて優勝を成し遂げた。
2017年3月18日公開の『映画 プリキュアドリームスターズ!』にて声優初挑戦。
吉本所属の芸人は全国区の賞レースで優勝すると新幹線での移動がグリーン車になるという慣例がある。ライスはキングオブコント優勝後も7年弱、普通車指定席での移動が続いていたが、2023年8月にようやくグリーン車になった。

## 芸風
主にコント。ネタのテーマはシュール・ブラックジョーク・エロがメインとし、オチでは死んでしまうものも多い。ホモを題材にすることもある。キングオブコント2016で演じたネタは2本とも「関町：ボケ、田所：ツッコミ」のものだったが、「犯人」のように田所がボケたり「小道具がバナナのみ」のようにボケ・ツッコミが明確でないネタもある。キングオブコント1本目のネタで関町が発する「…してくれ～い!」といった台詞が注目され、本人たちは流行語大賞も意識していたがそれほど浸透しなかった。
普段からネタ作りは田所が担っているが、単独ライブでは関町が作ったネタを演じることもある。
『シチサンLIVE』では沢山の芸人を呼んで様々な趣向を凝らした企画を数多く催し、『目覚まシチサン 起こしSHOW』『人望あるのか!? お呼ビンゴ!!』等が有名。一度『関町事故死ドッキリ』を決行し、赤羽健壱（サルゴリラ）を本気で泣かせたことがある。

## エピソード

### コンビ名
最初のコンビ名『ピンクホール』は、「可愛らしい名前を」と思って名付けた。しかし後でネット検索をかけるとオトナの玩具ばかりがヒットしたためすぐさま改名したという。これまで不思議と解散話が出なかったのは「2人とも同じ東京出身で、家も近所同士だったから」が理由の1つだったと述べている。
現在のコンビ名『ライス』は関町が命名したもの。イメージは絶対悪くないし、日本人で米が嫌いな人はいないからというのが理由。

### 親交関係
しずるとはNSCでの入学試験の面接グループから入学後のクラスまで一緒で現在も仲が良く、互いにライバルと公言している。また、全員血液型が異なっているため「バランスが取れている」と述べている。しずると『阿佐ヶ谷ケチャップナイト』というライブを行っている。
マンボウやしろが主宰である東京シュール5の一員。また、やしろが立ち上げた『劇団乙女少年団』の公演に出たことがある。関町は『ピンクの指輪ちゃん』にて主演を務めた。
先輩の山里には可愛がってもらっており、ラジオに出演したり山里のTwitterに名前が出ることもある。
関町は向井慧（パンサー）と共に東京ディズニーランドへ行った際、かなりの注目を浴びて帰宅後に期待してエゴサーチしてみたところ「ディズニーに向井と六角精児がいた!」とSNSに書き込まれていたという。
関町は、嵐の二宮和也と自動車教習所が一緒だった。

## 出演

### テレビ
- ヨシモト∞（ヨシモトファンダンゴTV）
- エンタの神様（日本テレビ）- キャッチコピーは「TOPPIな品種改良」
- エンタの天使（日本テレビ）- キャッチコピーは「TOPPIな品種改良」
- キングオブコントの会 (TBSテレビ、2021年6月12日・2022年4月9日・2023年3月25日)
- Cheeky's Cast 2（BSよしもと、2022年3月25日 - 9月30日）- 金曜MC
- Y-Tube大賞（BSよしもと、2022年10月 - ）- 第2.4金曜日MC
- 笑顔で富富富（ふふふ）ライスにクイズ!（BSよしもと、2022年10月22日・11月26日、12月24日）
- ライスのまちなび（成田ケーブルテレビ）

### テレビドラマ
- Q10（日本テレビ）関町のみ（五條拓也役）
- お助け屋☆陣八 第5話（読売テレビ）関町のみ（島崎役）
- でも、結婚したいっ！～BL漫画家のこじらせ婚活記～（フジテレビ、2017年4月4日）
- ラストマン-全盲の捜査官- 第1話（TBS、2023年4月23日）関町のみ（刑事役）[35]
- 王様に捧ぐ薬指 第2話（TBS、2023年4月25日）関町のみ（新田東郷の親戚役）
- 向かいのアイツ（BS松竹東急、2024年4月3日 - ） - 客 役[36]
- ベイビーわるきゅーれ エブリデイ! 第1話（テレビ東京、2024年9月4日）関町のみ（文松すする役）

### ウェブドラマ
- 3年C組の担任と不倫してます。 第4話（2024年10月23日、日本テレビ）関町のみ

### テレビアニメ
- がんばれ!長州くん（日本テレビ、2022年8月1日～8月26日 ※2022年10月以降バゲットで継続）関町のみ（和泉くん役）

### マルチメディア放送
- NOTTV『notty★LIVE 7時間!』2012年4月1日～ 金曜日レギュラー

### ウェブテレビ
- 桃色♡ゲームチャンネル（2018年2月8日、2月15日、AbemaTVウルトラゲームス）[37]

### 映画
- 初恋スケッチ〜まいっちんぐマチコ先生〜（2018年）関町のみ（亀山タマ夫役）
- 銀平町シネマブルース（2023年）関町のみ（木村章役）
- ミッシング・チャイルド・ビデオテープ（2025年）関町のみ（本多誠一役）

### 劇場アニメ
- 映画 プリキュアドリームスターズ!（2017年）- 黄狗・赤狗 役[38]

### ラジオ
- ティナとライスのセットで。 (2021年9月30日 - 2022年5月19日、stand.fm)　モデルの小山ティナとのインターネットラジオ
- ライスのミラクルビュッフェ (2021年11月17日 - 2022年2月23日。2022年3月30日 - 、GERA放送局にて毎週水曜日20時配信)　2022年3月30日からレギュラー番組に昇格
- シン・ラジオ -ヒューマニスタは、かく語りき- (2022年4月5日 - ベイエフエム)  関町のみ（火曜日週替わりパートナー）
- パンサー向井の＃ふらっと (2022年3月28日 - TBSラジオ)　関町のみ（水曜日リポーター）

### CM
- 日本郵便「郵便局の年賀状印刷～ご近所散歩中・遊んでるうちに」篇（2022年）

### 舞台
- ハリー・ポッターと呪いの子（2025年7月8日 - 2026年1月31日〈予定〉、TBS赤坂ACTシアター）関町のみ（ロン・ウィーズリー役）[39][40]
- No Sing, No End!（2025年9月10日 - 28日〈予定〉、赤坂RED/THEATER）田所のみ[41]

## 出囃子
- The Chordettes「Lollipop」

## ライブ
- ルミネtheよしもと
  - できる7人 - 犬の心（現在は解散）、グランジ、ライスによるユニットコント集団。売れてはいないがコントはできるという3組を集めている。プライムライブ枠にて『コントライブ できる7人』やヨシモト∞ホールにて『トークライブ できる7人』を行っている。
- よしもと浅草花月
- ヨシモト∞ホール
  - AGE AGE LIVE - 2007年7月3日 - 2010年12月31日
  - シチサンLIVE - 2009年1月1日 - 2010年12月31日　2009年10月より隔週金曜日レギュラー。2012年7月より隔月開催。
  - 渋谷ばちーんんんLive - 2011年1月17日 - 2011年12月28日
  - G7、S7、K7 - 2012年1月2日 - 出演中
  - 木戸哀楽くん - 囲碁将棋、天狗、ゆったり感と行っているライブ。不定期開催。
  - プロデューサーX - 田所のみ。他メンバーはみのるチャチャチャ♪、菅良太郎（パンサー）、文田大介（囲碁将棋）、八十島（2700）、野田クリスタル（マヂカルラブリー）、好井まさお（井下好井）。公演は渋谷∞ホールにて行われており、前説・オープニング・ネタ・コーナー・アンケートなど、ライブ全体をそれぞれがプロデュースするという内容。ゲストを呼ぶこともあり、誰が何を担当するか誰とネタをするのかは事前にくじによって決められ、YouTubeにその模様がアップされている。
  - キングオブエロス - 2010年から年1回のペースで毎年9月下旬に開催されているライブで、本家は『キングオブコント』。2012年現在、過去3回大会とも決勝進出している。第1回大会・第2回大会は優勝したが、第3回大会は犬の心に敗れ準優勝であった。田所は「もちろんキングオブコントは頑張りますが、僕はキングオブエロスも手を抜きません」と述べ、おなじみのネタをリメイクしたり新ネタを演じたりしている。優勝商品はアダルトビデオ。
- 神保町花月
  - プライベート - 栗山と田所で行っているトークライブ。
  - シェアードワールドコント - ガリットチュウ、グランジ、ピクニック、シソンヌ、ライスで行っているライブ。「シェアードワールド」とは「世界観を共有しあう」という意味。神保町花月にて全員で架空の世界観や設定を話し合って決め、全組同じ世界観・設定でコントを作り新宿シアターモリエールにてコントを発表。
  - 神保町メーカー - ロシアンモンキー（現在は解散）が100周年記念公演で大阪に行っている間の代打として出演。以降レギュラー出演。
- 阿佐ヶ谷ケチャップナイト - しずると行っているトークライブ。現在は不定期開催。初回はしずるが謹慎中で出られなかった。今までにゆったり感、囲碁将棋、グランジ、犬の心、フルーツポンチ、向井慧など2組にゆかりのある芸人がゲストとして出演している。
- SIX GUNS - サルゴリラ、ライス、しずるによる3組のコントユニット。各コンビネタを1本ずつ、メンバー1人が作ったユニットコントを1・2本発表する。コンビネタとユニットコントの合間に作家中村氏によるVTRが流れる。
- シティボーイズ『仕事の前にシンナーを吸うな、』- シティボーイズの2017年公演にゲスト出演。ただし共演ではなく、シティボーイズのコントの後にライス単独でネタを披露した。
- メトロンズ - しずる、ライス、サルゴリラの芸人3組に、作家の中村元樹を加えた7人組ユニット。主に「演劇ユニット」として活動。

## 単独ライブ
- 2008年
  - 3月12日 - 「マフェ＆バザバザ」（シアターブラッツ/東京）
  - 8月11日 - 「サボコ」（北沢タウンホール/東京）
- 2009年
  - 2月18日 - 「キリ・バト」（北沢タウンホール/東京）
  - 10月17日 - 「鈴虫のお腹」（新宿シアターモリエール/東京）
- 2010年
  - 3月8日 - 「ビリンバウ」（北沢タウンホール/東京）
  - 9月12日 - 「己的好選2008～2010」（京橋花月/大阪）
- 2011年
  - 6月15日 - 「コモク」（品川プリンスシアター/東京）
- 2012年
  - 1月29日 - 「カヴィ」（恵比寿・エコー劇場/東京）※15時～、18時～の2公演
- 2013年
  - 7月27日 - ライス結成10周年記念傑作選ライブ「スイップ」（東京グローブ座/東京）
- 2015年
  - 3月22日 - ライス2015コントライブ「money」（新宿シアターモリエール/東京）
  - 4月12日 - ライス2015コントライブ「money」（新宿シアターモリエール/東京）
  - 5月10日 - ライス2015コントライブ「money」（新宿シアターモリエール/東京）
  - 6月7日 - ライス2015コントライブ「money」（新宿シアターモリエール/東京）
- 2016年
  - 7月24日 - 「ライスLIVE〜ネタを試したり調整したりするライブ〜」（新宿シアターモリエール/東京）
- 2017年
  - 7月7日 ～ 7月9日 - 「ブラン」（CBGKシブゲキ!!/東京）
  - 11月13日 、 11月14日 - 「ブラン」（HEP HALL/大阪）
  - 11月30日 - 「ライスネタコレクションライブ」（ルミネtheよしもと/東京）
- 2018年
  - 4月16日 - 「ライスネタコレクションライブvol.2」（ルミネtheよしもと/東京）
  - 7月7日 、 7月8日 - 「グラン」（CBGKシブゲキ!!/東京）
  - 12月21日 - 「ライスネタコレクションライブvol.3」（ルミネtheよしもと/東京）

## トークライブ
- 耳愛撫（ヨシモト∞ホール、2011年8月16日、12月30日、2012年3月30日）不定期開催。
- ライストークライブ（恵比寿エコー劇場、2012年1月29日）- 単独ライブ「カヴィ」の直後のトークライブ

## 神保町花月本公演
- クリープ（2007年7月28日 - 8月3日）
- 8848（2007年12月26日 - 12月30日）
- 神保町花月カウントダウン '08 ～ ゆく芝居 くる芝居 ～（2007年12月31日22：00-24：15）
- ラブ★ナビ（2008年4月22日 - 4月28日）
- やけくそチェンジ（2008年7月1日 - 7月6日）- 主演
- 1周年記念前夜祭イベント!! （2008年7月7日）
- 籠の城（2008年10月7日 - 10月13日）- 田所脚本、出演は関町のみ。
- ワンサイド ラブ（2008年12月9日 - 12月14日）
- "新春初笑い!笑って笑って60分"の裏で…（1月2日 - 1月5日）- 1月5日にゲスト出演。
- セレーサ（2009年1月7日 - 1月12日）
- 宇宙でクロール（2009年4月21日 - 4月26日）- 主演
- 前夜じゃ!～東京シュール5～（2009年5月26日 - 5月31日）
- UNSUNG HEROES-謳われることのない英雄たち-（2009年7月7日 - 7月11日）- 神保町花月2周年記念公演
- いきるきっかけ（2009年7月28日 - 8月2日）
- テンプテーション（2009年11月24日・25日・26日・28日・29日 ）- 主演
- 10年計画ボーイズ－前編－煩悩のマシンガン（2009年12月27日 - 12月30日）
- 雨プラネット砂ハート（2010年3月30日 - 4月4日）- 主演
- ムネリンピック（2010年4月28日） - 日替わりゲスト
- ある妖怪のおはなし（2010年5月25日 - 5月30日）- 主演
- テルニ（2010年7月20日 - 7月25日）- 9期生公演。田所演出、関町主演。
- なんとなく地獄（2010年11月2日 - 11月7日）
- 寅の微笑み、兎飛べ～少し変わった、全部変わるか～（2010年12月26日 - 12月30日）
- 寅の微笑み、兎飛べ～地に足なんて、着けてたまるか～（2011年1月2日 - 1月6日）
- ぶす（2011年1月8日・9日・13日・14日）田所演出、関町主演。
- せりざわ君、キミは間違っている。他（2011年3月29日 - 4月3日）- 主演
- 武蔵（2011年5月3日 - 5月6日）
- クリコの指輪（2011年8月23日・25日・26日・27日・28日）
- こらしめや（2011年10月25日・26日・27日・28日・30日）
- 今宵、（2011年11月15日 - 11月20日）
- WE KISS LOVESTORY（2011年12月26日 - 12月30日）
- WE KISS LOVESTORY Ⅱ（2012年1月2日 - 1月6日）
- 引っ越し先は・・・?（2012年2月14日・15日・16日・17日・19日） - 主演
- マンボウやしろ襲名記念公演 エクセレント!!（2012年4月18日 - 4月23日）- 主演
- 紫陽花と、うん! いたこっこ。（2012年6月6日 - 6月10日）- 主演
- 大好きな君に、ひっぷほっぷ!（2012年7月18日 - 7月22日）- 主演
- ラフカンパニー（2012年10月30日・31日、11月2日・3日・4日）
- マジで忠臣蔵!!前編（2012年12月26日 - 12月30日）
- マジで忠臣蔵!!後編（2013年1月3日 - 1月7日）
- エクセレント!!～言葉が無くても届くもの～（2013年1月16日・18日～21日）- 主演

## DVD
- ルミネ the よしもと~業界イチの青田買い 2008夏~
- ルミネ the よしもと~業界イチの青田買い2009冬~
- ing! to2012 ～iNFINITY nEXT gENERATION～
- ジューシーズ「パウダー、吸盤、モッツァレラ!」- ジューシーズ単独ライブDVDの特典映像に林大介（かたつむり）と共に出演。
- LAUGH SPORTS FES 2014 in CHIBA～よしもと若手“ほぼほぼ”オールスターズ大運動会～